# آناتولی هری
آناتولی هری (اوکراینی: Анатолій Анатолійович Герей، آوانگاری: Anatolij Antolijovyč Herej؛ زادهٔ ۳۱ مارس ۱۹۸۹) شمشیرباز اهل اوکراین است.